# 奴变
奴变是明末清初富户奴仆與主人之間的衝突。
在《大明律》中，奴仆制度受到承认和保护。在明朝末年各地民變的影响下，奴仆开始反抗主人。明末清初，奴变遍及湖北、江苏、浙江、安徽、江西等地。明末民變中，奴仆趁機占据主人家田产，散发主人家粮食，并捆綁主人。江苏嘉定縣等地的奴仆向主人索要卖身契約，還要奴仆成立组织，如湖北麻城有“里仁会”、江苏太仓有“乌龙会”，金坛等地有“削鼻班”等。直到1646年清朝鎮壓奴变後，奴變開始有所減少。
清代康熙初年，受奴变影響，富户不敢蓄奴。雍正年间，清政府废除乐户奴籍，并解除徽州、宁国、池州三府世仆奴籍，江苏常熟的贱民也取得良民地位。